# Lonja de Paños de Ypres
La Lonja de Paños (en neerlandés Lakenhal o Lakenhalle) es un edificio comercial medieval situado en Ypres, Bélgica. Fue uno de los mayores edificios de este tipo de la Edad Media, cuando sirvió como mercado principal y almacén de la próspera industria textil de la ciudad flamenca. La estructura original, erigida en su mayor parte durante el siglo XIII y completada en 1304, quedó en ruinas tras el ataque de artillería que destruyó Ypres durante la Primera Guerra Mundial. Entre 1933 y 1967, la lonja fue reconstruida meticulosamente hasta dejarla en su estado previo a la guerra, bajo la dirección de los arquitectos J. Coomans y P. A. Pauwels. Con sus 125 metros de fachada y un campanario de 70 metros de altura, la Lonja de Paños evoca la importancia y riqueza del comercio de la ciudad medieval. La lonja pertenece al arte Gótico.
La Lonja de Paños de Ypres forma parte del conjunto histórico denominado Campanarios de Bélgica y Francia, que fue nombrado Patrimonio de la Humanidad por la Unesco en 1999.

## Edificio

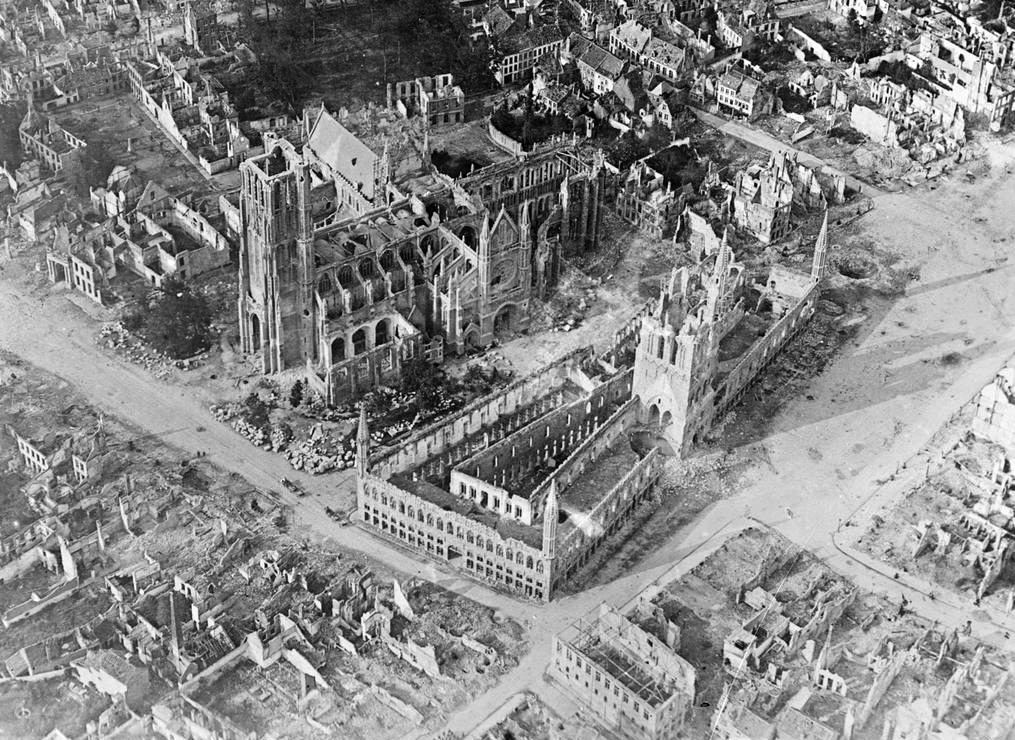
La Lonja de Paños de Ypres durante la Primera Guerra Mundial.

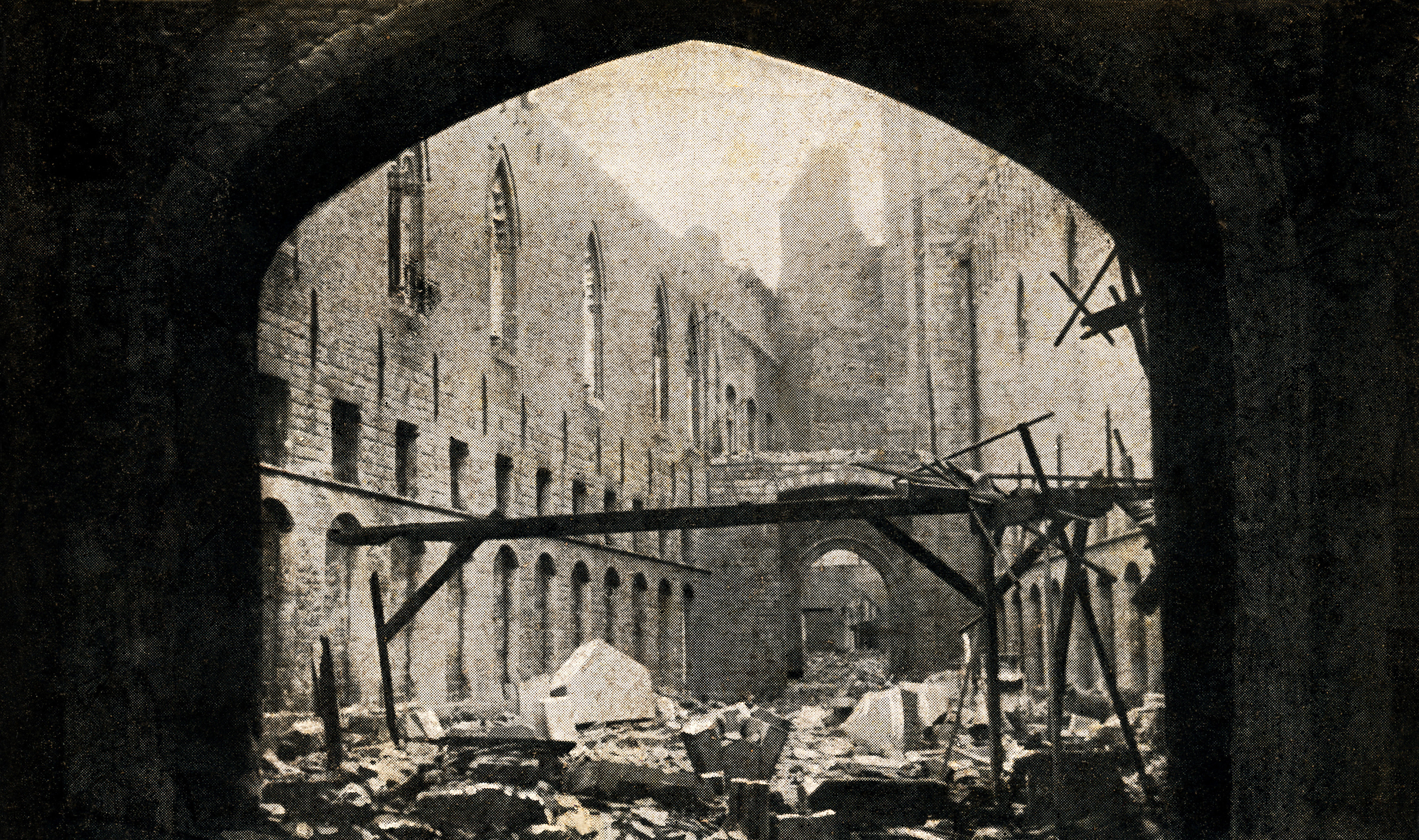
Daños causados por el bombardeo de Lakkenhalle en noviembre de 1914.

Una fila de arcos apuntados que rodean ventanas y hornacinas alternas cruza la fachada del edificio de un lado a otro. Antes de la Gran Guerra, las hornacinas albergaban estatuas a tamaño natural de personajes históricos, condes y condesas de Flandes. Los nichos de los laterales está ahora vacantes en su mayor parte, pero los del centro contienen estatuas del conde Balduino I de Flandes y de María de Champaña, legendarios fundadores del edificio, del rey Alberto I y de la reina Isabel, soberanos de Bélgica cuando comenzaron las obras de reconstrucción. Situada entre ambas parejas, justo encima de la arcada de la entrada o Donkerpoort, hay una estatua de Nuestra Señora de Thuyne, patrona de Ypres.
El campanario, coronado por cuatro torretas y una aguja, alberga un carillón de 49 campanas. Desde un mástil colocado sobre la aguja, un dragón dorado vigila la ciudad. La torre ofrece una vista panorámica de los alrededores, y fue utilizada como torre de vigilancia en siglos pasados. También ha alojado los archivos de la ciudad, un tesoro, un arsenal y una prisión. En épocas más oscuras existió la costumbre de arrojar gatos –entonces relacionados con la magia negra– desde el campanario, por razones que no se conocen bien. En la actualidad, se conmemora esta antigua costumbre tirando gatos de peluche desde la torre durante la Fiesta de los Gatos, la Kattenstoet, que se celebra cada tres años.
Antiguamente se accedía a la Lonja de Paños por barco desde el canal Ieperlee, actualmente cubierto. La espaciosa planta baja, donde se vendían telas y lana, se utiliza hoy como sala de exposiciones, y la segunda planta, antiguamente un almacén, alberga en la actualidad el museo In Flanders Fields («En los campos de Flandes», por el poema de John McCrae), dedicado a la historia de la I Guerra Mundial.
En la cara este del edificio se encuentra la elegante Nieuwerck (literalmente, «nueva obra»), cuyo estilo renacentista contrasta con el gótico del edificio principal. Construido originalmente entre 1619 y 1622, y reconstruido tras la guerra, este anexo es hoy el ayuntamiento.

## Reputación internacional

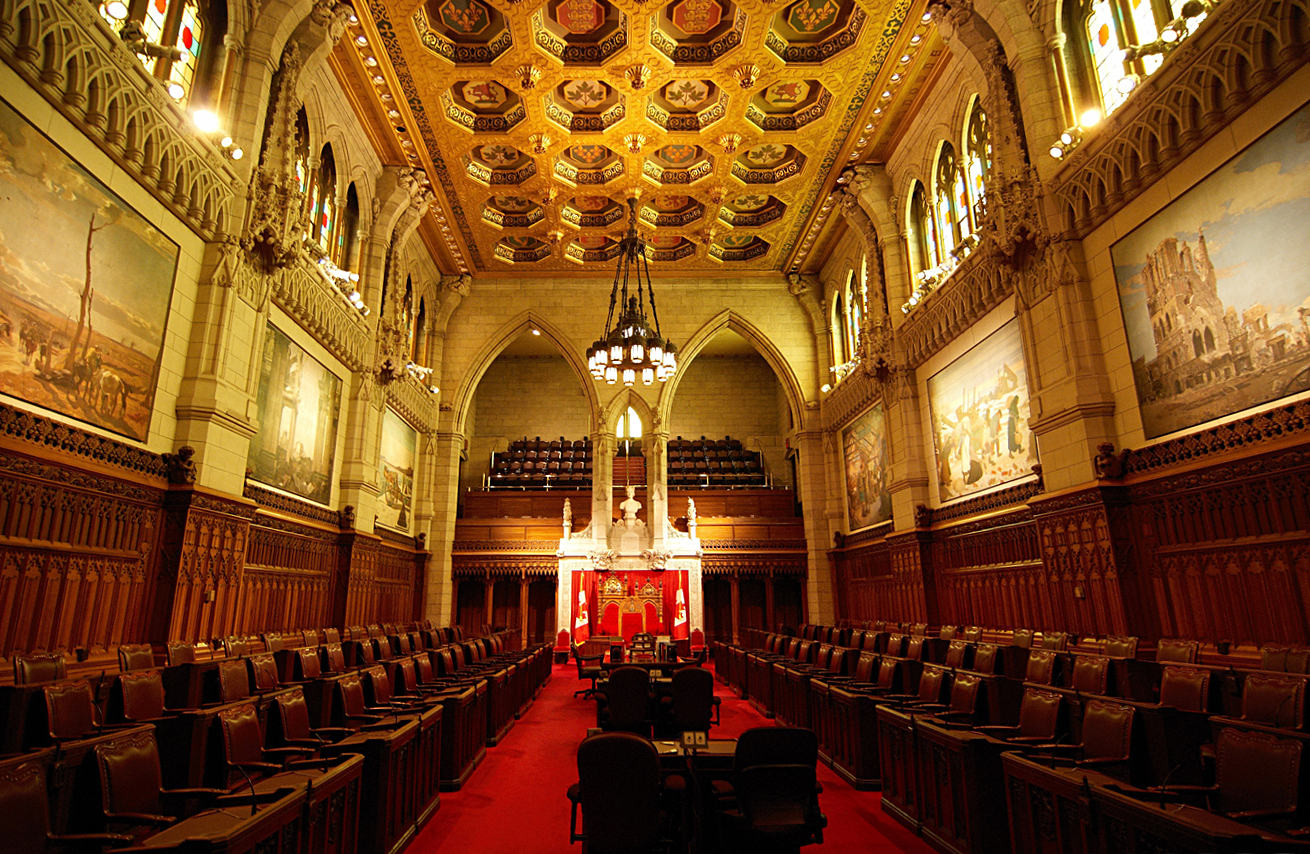
Pintura de la Lonja de Paños de Ypres en la Cámara del Senado de Canadá (primer cuadro a la derecha).

Tras la I Guerra Mundial, el Canadian War Memorials Fund encargó más de 1000 obras de arte para decorar el proyectado edificio conmemorativo de dicha guerra. Una de estas obras fue un cuadro de la Lonja de Paños de Ypres en ruinas, tal como estaba en 1918, pintado por el artista escocés James Kerr-Lawson. No obstante, el proyecto de construcción de dicho edificio se descartó en favor del cenotafio que se alza en el centro de Confederation Square en Ottawa, frente a la colina del Parlamento. El cuadro de la Lonja de Paños de Ypres, junto con otras siete de las obras encargadas, se colocaron en 1921 en la Cámara del Senado del entonces recién reconstruido Edificio Central del parlamento, y continúan en el mismo lugar desde entonces
Los edificios del Tribunal Supremo de Calcuta (India) y de SUNY System Administration, originalmente Delaware and Hudson Railway Building Archivado el 12 de abril de 2010 en Wayback Machine., de Albany, (EE. UU.), están inspirados en la Lonja de Paños de Ypres.